# Большое Шигаево
Большо́е Шига́ево (чув. Сӗнтӗрпуҫ) — деревня в Мариинско-Посадском муниципальном округе Чувашии.   С 2004 до 2023 года являлась административным центром Большешигаевского сельского поселения. С 2023 года входит в состав и является административным центром Большешигаевского территориального отдела.

## География
Деревня расположена в лесистой местности в верховьях реки Сундырка в 13 км к югу от г. Мариинский Посад и в 28 километрах к юго-востоку от города Чебоксары.

## История
Основана в 17 веке. Входит в состав Большешигаевского сельского поселения. В разные годы входило в состав: Сотниковская волость Кокшайского уезда, Чувашско-Сундырская волость и Посадско-Сотниковская волость Чебоксарского уезда (в XVIII веке), Чебоксарский район (1962—65), Мариинско-Посадский район (1.10.1927—1962 и с 14.3.1965).

## Население
| 2010 | 2012 |
| ---- | ---- |
| 517  | ↗550 |

## Объекты
С 1895 года действовала церковноприходская школа при Сотниковской Введенской церкви, позднее преобразовна в начальную, затем — в восьмилетнюю, в среднюю, в основную (Большешигаевская ООШ). В 1930 создан колхоз «Синтерпус». В настоящее время работает СХПК «Восток» (2010), есть школа (ООШ), детский сад, фельдшерский пункт, клуб, библиотека, спортплощадка, отделения связи и сбербанка, магазин.
- МБОУ «Большешигаевская ООШ» (ул. Центральная, д.2)
- МБОУ д/с «Колобок» (ул. Центральная, д.4а)
- Большешигаевская сельская библиотека (улица Центральная, д. 4/1)[8]
- Большешигаевский центральный сельский Дом культуры (ул. Школьная, д.1)[9].
- Большешигаевский ФАП (ул. Центральная, д.4а)
- Филиал Цивильского отделения Сбербанка № 4437 (ул. Центральная, д.4)

Улицы деревни Большое Шигаево: Абрамова, Володарского, Куприянова, Набережная, Новая, Центральная, Школьная.